# 纳罗斯德尔普埃尔托
纳罗斯德尔普埃尔托，是西班牙卡斯蒂利亚-莱昂阿维拉省的一个市镇。 总面积10km2, 总人口43人（2001年），人口密度4人/km2。